# Городжая, Анна Игоревна
Анна Игоревна Городжая (в девичестве Битюцкая; род. 11.05.1987) — модель, ведущая массовых мероприятий, обладательница титулов «Миссис России 2013» и «Первая вице-миссис России 2012».

## Биография
Анна Битюцкая родилась 11 мая 1987 года в Волгограде. В 2004 году окончила гимназию (архитектурный класс). С 2002 года работала профессиональной моделью в агентстве «WG models». В 2007 году совместно с Анастасией Рябовой открыла собственное модельное агентство «Free models grup». В 2008 году окончила обучение в Волгоградском государственном университете на факультете Филологии и межкультурной коммуникации и получила диплом бакалавра журналистики. В 2010 году получила степень магистра филологических наук. В 2009 году переехала в Москву, где открыла собственное свадебное агентство. В 2013 году Анна становится «Миссис Россия» и проводит ряд благотворительных проектов в этом статусе.

## Семья
14 июля 2010 года Анна Битюцкая вышла замуж за Дмитрия Городжего. В декабре того же года у них родился сын Данила Городжий.